# Col de la Core
Der Col de la Core ist ein 1395 m hoher Gebirgspass im Département Ariège im  französischen Teil der Pyrenäen. Er liegt etwa 14 km südlich von Saint-Girons und 8 km von der spanischen Grenze entfernt.
Die Passstraße verbindet Castillon-en-Couserans im Tal der Lez über Bethmale mit Sentenac-d’Oust und Seix im Salat-Tal.
Die Passhöhe liegt auf dem französischen Fernwanderweg GR 10 zwischen dem Étang d'Ayès und dem Wasserfall Cascade d'Arcouzan.

## Anfahrten

### Westseite
Die Anfahrt von Castillon beginnt auf der D4. Sie zweigt nach 2 Kilometern in Les Bordes-sur-Lez ab auf die D17 ins Vallée de Bethmale. Auf der rechten Talseite führt sie an mehreren Ortschaften vorbei, wechselt nach weiteren 8 Kilometern das erste Mal die Talseite und erreicht über die hier beginnenden wenigen langen Kehren in unbewaldetem Gelände die Passhöhe. Die Streckenlänge beträgt 16,2 Kilometer mit einer durchschnittlichen Steigung von 5,2 %.

### Ostseite
In Seix beginnt die Strecke auf der D17 am Abzweig von der D3. Nach Überqueren der Salat erreicht sie im Tal der Esbinz nach etwa 3 Kilometern Sentenac-d’Oust und führt im Schnitt mit 6,4 % Steigung nach 13,8 Kilometern zum Pass.

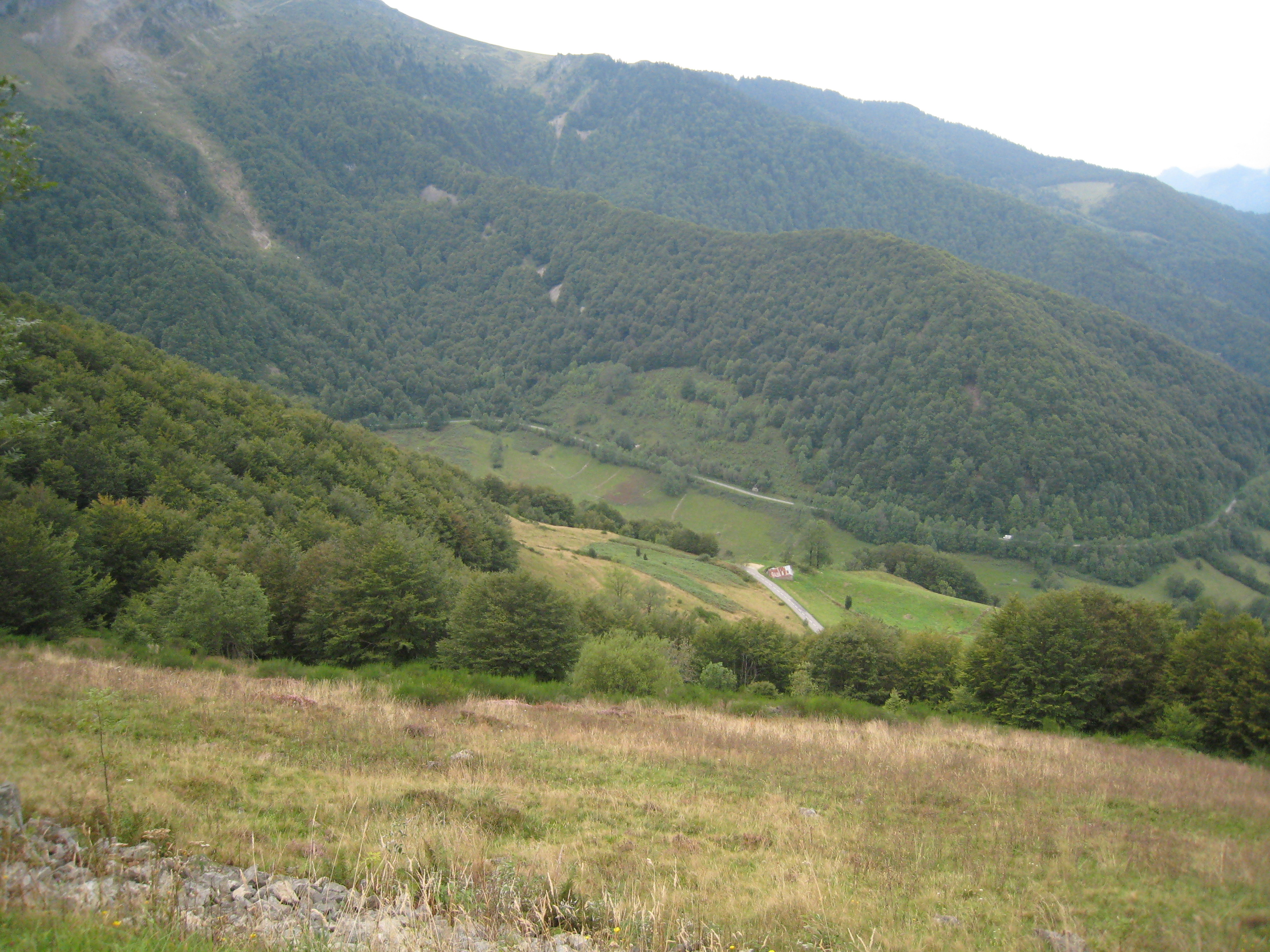
Aussicht nach Westen vom Pass
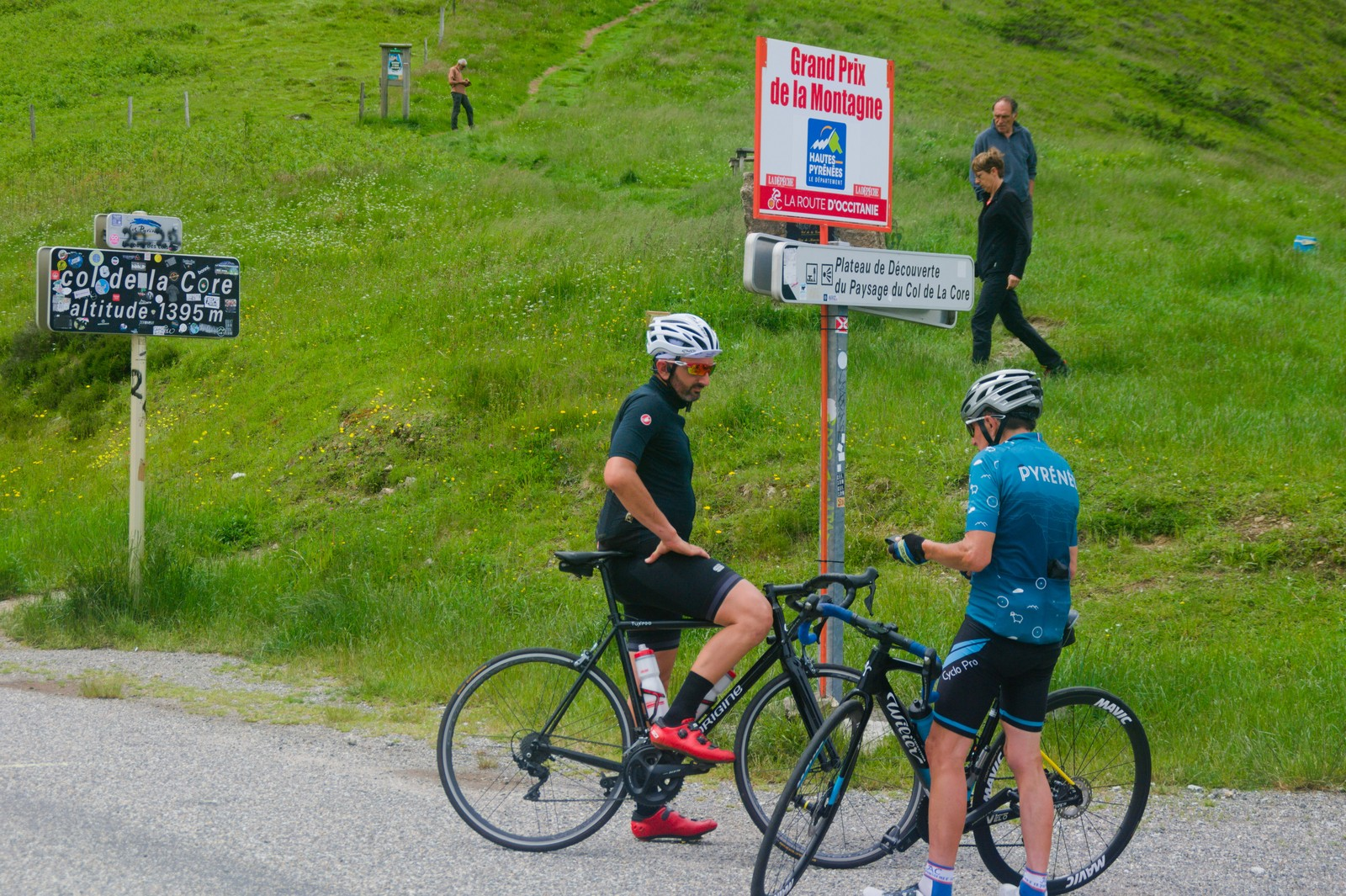
Radsportler an der Passhöhe

## Radsport
Seit 1984 wurde der Col de la Core acht Mal von der Tour de France überquert und im Jahr 2023 bei der 4. Etappe der Route d’Occitanie.
| Jahr | Etappe | Auffahrt | Sieger der Bergwertung |
| ---- | ------ | -------- | ---------------------- |
| 1984 | 11     | West     | Jean-René Bernaudeau   |
| 1998 | 11     | West     | Roland Meier           |
| 2002 | 12     | West     | Laurent Jalabert       |
| 2003 | 14     | Ost      | Richard Virenque       |
| 2004 | 13     | West     | Sylvain Chavanel       |
| 2011 | 14     | West     | Mickaël Delage         |
| 2015 | 12     | West     | Kristijan Đurasek      |
| 2021 | 16     | Ost      | Patrick Konrad         |

.